# RETScreen
RETScreen – pakiet aplikacji opracowany przez rząd Kanady. Oprogramowanie RETScreen Expert zostało wyróżnione w roku 2016 podczas Konferencji Ministerialnej Clean Energy Ministerial, która odbyła się w San Francisco. Oprogramowanie dostępne jest w 36 językach, w tym w języku polskim.
Program RETScreen Expert, stanowiący bieżącą wersję oprogramowania, opublikowany został w dniu 19 września 2016 r. Oprogramowanie pozwala na wszechstronną identyfikację, ocenę i optymalizację technicznej i finansowej wykonalności potencjalnych projektów dotyczących odnawialnej energii oraz wydajności energetycznej; jak również pomiarów i weryfikacji rzeczywistej wydajności zakładów przemysłowych, a także identyfikację oszczędności energetycznych / możliwości produkcyjnych. „Tryb przeglądania” w programie RETScreen Expert jest bezpłatny i pozwala na uzyskanie dostępu do wszystkich funkcjonalnych elementów oprogramowania. Jednak inaczej niż było to realizowane w poprzednich wersjach RETScreen, nowy „Tryb profesjonalny” (pozwalający użytkownikom na zapisywanie, drukowanie itp.) dostępny jest obecnie na zasadach rocznej subskrypcji.
Pakiet RETScreen Suite zawierający RETScreen 4 oraz RETScreen Plus stanowi poprzednią wersję oprogramowania RETScreen. RETScreen Suite obejmuje kogenerację oraz możliwości analizy pozasieciowej.
Inaczej niż w przypadku RETScreen Suite, RETScreen Expert stanowi zintegrowaną platformę oprogramowania, wykorzystuje szczegółowe i wszechstronne archetypy do oceniania projektów oraz obejmuje możliwości analizy portfela. Zapewniając użytkownikowi wsparcie, RETScreen Expert integruje ze sobą kilka baz danych, w tym globalną bazę danych dotyczącą warunków klimatycznych uzyskiwanych z 6700 stacji naziemnych oraz danych satelitarnych NASA; bazę danych porównawczych, bazę danych kosztowych, bazę danych puli projektów, bazę danych hydrologicznych oraz bazę katalogów produktów. Oprogramowanie zawiera rozszerzone zintegrowane materiały szkoleniowe, w tym podręcznik elektroniczny.

## Historia
Pierwsza wersja RETScreen wydana została 30 kwietnia 1998 r. Wersja 4 RETScreen uruchomiona była 11 grudnia 2007 roku w Bali (Indonezja) przez kanadyjskiego Ministra Środowiska. RETScreen Plus wydany został w roku 2011. Program RETScreen Suite (integrujący RETScreen 4 i RETScreen Plus, wraz z szeregiem dodatkowych aktualizacji) wydany został w roku 2012. Program RETScreen Expert udostępniony był publicznie 19 września 2016 roku.

## Wymagania programu
Program wymaga posiadania systemu operacyjnego Microsoft Windows 7 SP1, Windows 8.1 lub Windows 10; oraz Microsoft .NET Framework 4.7 albo późniejszego. Zachodzi możliwość pracy z programem na komputerach z systemem Apple Macintosh przy zastosowaniu oprogramowania Parallels lub VirtualBox do systemów Mac.

## Partnerzy
RETScreen zarządzany jest pod przewodnictwem i przy nieprzerwanym wsparciu finansowym ze strony Ośrodka Badań CanmetENERGY Varennes podległego Ministerstwu Zasobów Naturalnych rządu Kanady. Zespół podstawowy wykorzystuje współpracę z szeregiem innych multilateralnych organizacji rządowych, wraz ze wsparciem technicznym ze strony wielkiej sieci ekspertów z przemysłu, rządu i środowiska akademickiego. Do głównych partnerów zaliczyć można podległy NASA Langley Research Center, Renewable Energy and Energy Efficiency Partnership (REEEP), ontaryjski Independent Electricity System Operator (IESO), Zespół ds. Energii Wydziału Technologii, Przemysłu i Ekonomiki w UNEP, Global Environment Facility (GEF), Prototypowy Fundusz Węgla w World Bank, oraz Dział Inicjatywy ds. Zrównoważonej Energii z York University.

## Przykłady stosowania
W lutym 2018 roku oprogramowanie RETScreen wykorzystywane było przez przeszło 575 000 użytkowników we wszystkich krajach i obszarach świata.
W niezależnym studiu badania oddziaływań na środowisko oszacowano, że do roku 2013 stosowanie oprogramowania RETScreen zapewniło na całym świecie oszczędności wynoszące przeszło 8 miliardów dolarów w kosztach transakcji użytkowników, redukcje emisji gazu cieplarnianego rzędu 20 MT na rok oraz co najmniej 24 GW zainstalowanej mocy czystej energii.
RETScreen jest szeroko stosowany do ułatwiania realizacji i wdrażania projektów czystej energii. Dla przykładu oprogramowanie RETScreen wykorzystane zostało:
- przy modernizacji Empire State Building wraz z zastosowaniem metod energooszczędnych[22]
- w zakładzie produkcyjnym firmy 3M w Kanadzie[23]
- w znacznym stopniu przez przemysł irlandzkich elektrowni wiatrowych w celu przeprowadzania analizy potencjalnych, nowych projektów[24]
- do monitorowania wydajności energetycznej setek szkół w Ontario[25]
- przez Zarząd Energetyki prowincji Manitoba w połączonym programie ogrzewania i energetyki (optymalizacji bioenergii) w celu sprawdzania aplikacji projektów[26][27]
- do zarządzania energetyką w miasteczkach uniwersyteckich i na terenach szkół wyższych[28]
- przy wieloletnich ocenach i szacowaniu wydajności ogniw fotowoltaicznych w kanadyjskim mieście Toronto[29][30]
- do analizy solarnego ogrzewania powietrza w amerykańskich instalacjach lotniczych U.S. Air Force[31]
- w zakładach miejskich przy poszukiwaniu możliwości modernizacji sprawności energetycznej w szeregu miejscowości prowincji Ontario[32][33].

Obszerny zbiór artykułów omawiających sposoby użycia RETScreen w rozmaitych kontekstach dostępny jest na stronie LinkedIn oprogramowania RETScreen.
RETScreen wykorzystywany jest również jako narzędzie do nauczania i prowadzenia badań na przeszło 1100 uniwersytetach i w szkołach wyższych na całym świecie oraz często cytowany w literaturze akademickiej. Przykłady zaangażowania RETScreen na rzecz nauki można znaleźć we fragmentach biuletynów RETScreen dotyczących „Publikacji i Raportów” oraz „Przedmiotów kursów na uniwersytetach i w szkołach wyższych”, dostępnych za pośrednictwem Podręcznika Użytkownika, który znajduje się w pobranym oprogramowaniu.
Stosowanie oprogramowania RETScreen jest wymagane lub zalecane w motywacyjnych programach dotyczących czystej energii na wszystkich poziomach rządowych, w tym przez Ramową Konwencję Narodów Zjednoczonych w sprawie zmian klimatu UNFCCC oraz UE; Kanadę, Nową Zelandię i Wielką Brytanię; przez szereg stanów amerykańskich i prowincji kanadyjskich; miasta i miejscowości, a także przez zarządy systemów energetycznych. Krajowe oraz regionalne warsztaty szkoleniowe prowadzone były po otrzymaniu formalnego zlecenia ze strony rządów w Chile, Arabii Saudyjskiej oraz 15 krajów zachodniej i centralnej Afryki, a także na życzenie Latynoamerykańskiej Organizacji Energetycznej (OLADE).

## Nagrody i wyróżnienia
Oprogramowanie RETScreen International uzyskało w roku 2010 nagrodę osiągnięcia doskonałości w dziedzinie usług publicznych (Public Service Award of Excellence), stanowiącą najwyższe odznaczenie przyznawane przez rząd Kanady pracownikom krajowych służb cywilnych.
Oprogramowanie RETScreen oraz zespół autorów RETScreen nominowano do nagród i wyróżniano szeregiem prestiżowych nagród, w tym nagrodą Ernst & Young/Euromoney Global Renewable Energy Award, Energy Globe (nagroda narodowa dla Kanady), a także medalem wyróżnienia GTEC.

## Recenzje
Recenzja International Energy Agency, dotycząca wersji beta części oprogramowania związanej z hydroenergetyką, określa ją jako „nadzwyczaj imponującą”. Europejska Agencja Środowiska potwierdza, że RETScreen jest „nadzwyczaj użytecznym narzędziem”. Oprogramowanie RETScreen zostało również określone mianem „jednego z niewielu narzędzi oprogramowania oraz bez wątpienia najlepszym sposobem prowadzenia oceny gospodarki instalacji odnawialnej energii”, a także „narzędziem wzmacniającym (...) spójność rynku” w zakresie czystej energii na całym świecie.